# High Energy and Particle Physics Prize
Der High Energy and Particle Physics Prize der European Physical Society (EPS). Er wurde 1989 gestiftet und wird alle zwei Jahre auf der International Europhysics Conferences on High Energy Physics verliehen.

## Preisträger
- 1989 Georges Charpak für die Entwicklung von Detektoren (u. a. Vieldraht-Proportionalkammer und andere Drahtkammern)
- 1991 Nicola Cabibbo für Beiträge zur Theorie der schwachen Wechselwirkung, die zum Konzept der Quark-Mischung führten
- 1993 Martinus Veltman, für die Rolle massiver Yang-Mills-Theorien in der schwachen Wechselwirkung
- 1995 Paul Söding, Bjørn Wiik, Günter Wolf, Sau Lan Wu für erste Hinweise auf 3-Jet-Ereignisse in Elektron-Positron-Kollisionen bei Petra am DESY
- 1997 Robert Brout, François Englert, Peter Higgs für die erstmalige Formulierung einer selbstkonsistenten Theorie geladener massiver Vektorbosonen, die die Grundlage der vereinheitlichten Theorie der elektroschwachen Wechselwirkung der Elementarteilchen bildete
- 1999 Gerardus ’t Hooft für Pionierarbeiten über die Renormierung nichtabelscher Eichtheorien einschließlich deren nichtstörungstheoretischer Aspekte
- 2001 Don Perkins für herausragende Beiträge zur Neutrinophysik und für die Benutzung von Neutrinos zur Aufklärung der Quarkstruktur von Nukleonen
- 2003 David Gross, David Politzer, Frank Wilczek für grundlegende Beiträge zur Quantenchromodynamik und die Entdeckung der asymptotischen Freiheit
- 2005 Heinrich Wahl für seine führende Rolle bei Experimenten zur CP-Verletzung und die NA31 Kollaboration, die das erste Mal direkte CP-Verletzung im Zerfall neutraler K-Mesonen zeigte
- 2007 Makoto Kobayashi, Toshihide Maskawa für den Vorschlag eines experimentell erfolgreich bestätigten Mechanismus der CP-Verletzung im Standardmodell, der auch eine dritte Quarkfamilie vorhersagte
- 2009 Gargamelle-Kollaboration am CERN für die Beobachtung der schwachen neutralen Ströme
- 2011 Sheldon Lee Glashow, John Iliopoulos, Luciano Maiani für wesentliche Beiträge zum Flavour-Konzept im Standardmodell
- 2013 Michel Della Negra, Peter Jenni, Tejinder Virdee sowie die Atlas und CMS Kollaboration am Large Hadron Collider für die Entdeckung des Higgs-Bosons.
- 2015 James D. Bjorken für seine Vorhersage des Skalierungsverhaltens in der Struktur des Protons, die zu einem neuen Verständnis der starken Wechselwirkung führte; und Guido Altarelli, Yuri L. Dokshitzer, Lev Lipatov und Giorgio Parisi für die Entwicklung einer wahrscheinlichkeitsbasierten Feldtheorie für die Dynamik von Quarks und Gluonen, die ein quantitatives Verständnis von hochenergetischen Kollisionen mit Beteiligung von Hadronen ermöglichte.
- 2017 Erik H. M. Heijne, Robert Klanner, Gerhard Lutz für ihre Beiträge zur Entwicklung von silicon microstrip detectors, die die Messverfahren bei Hochenergie-Experimenten revolutioniert haben.
- 2019 Collider Detector at Fermilab und D0-Kollaboration für die Entdeckung des Top-Quarks und die Bestimmung seiner Eigenschaften.
- 2021 Torbjörn Sjöstrand, Bryan Webber für Konzeption, Entwicklung und Realisierung von Monte-Carlo-Simulationen von Parton-Kaskaden.
- 2023 Cecilia Jarlskog for the discovery of an invariant measure of CP violation in both quark and lepton sectors; Daya-Bay- und RENO-Kollaborationen for the observation of short-baseline reactor electron-antineutrino disappearance, providing the first determination of the neutrino mixing angle Θ13, which paves the way for the detection of CP violation in the lepton sector.
- 2025 Jürg Gasser, Heinrich Leutwyler, Martin Lüscher for ground-breaking contributions to new theoretical methods that have advanced our understanding of strong interactions in their non-perturbative regime.[1]